# 蔡国強
蔡 国強 (さい・こっきょう、ツァイ・グオチャン、Cai Guo-Qiang、蔡国强、1957年 - ）は、中華人民共和国出身の現代美術家。ニューヨーク在住。
一貫して火薬を用いた作品制作（火薬の爆発による絵画制作やパフォーマンス）を行うほか、中国文化に由来する物を使ったインスタレーションを多く手がけている。また様々な美術展覧会の企画を行うキュレーターとしても活躍する。
異なった文明や社会や人々が互いに調和・共存するための手段としてアートを捉えている。火薬は中国の歴史や人類の文化にかかわりが深く、薬の一種である一方、爆発によりすべてを破壊し無に帰し暴力衝動を発散させるものである。彼は火薬をコントロールし爆発させることで、暴力衝動や破壊を創造へと転化させ、生命や存在の根源に繋がろうとしている。

## 経歴

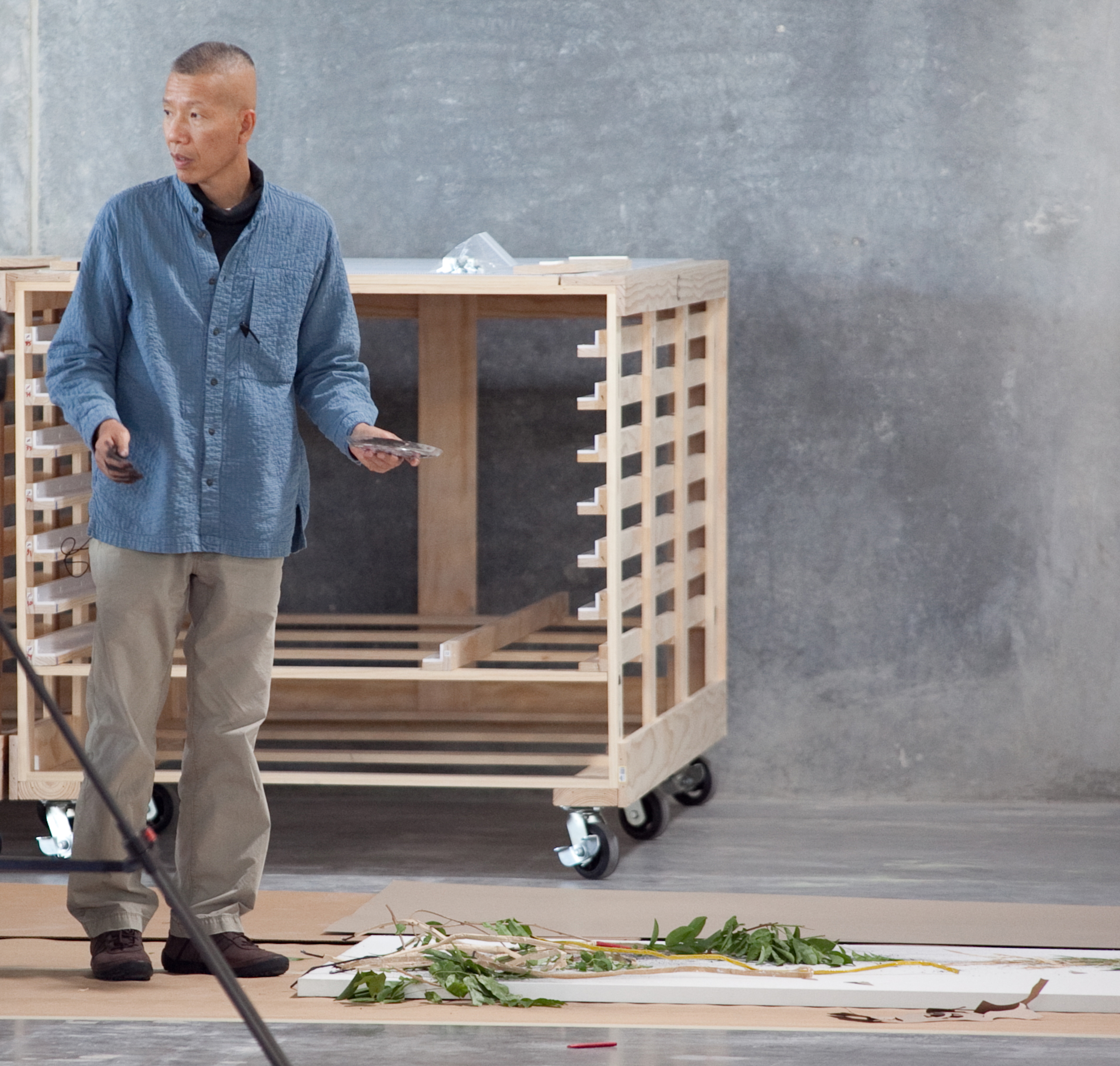
ヒューストン美術館で公開制作された火薬によるドローイングの準備（2010年）

福建省泉州市で生まれ育ち、文化大革命時に少年時代を送った。1981年から1985年まで上海演劇大学で舞台美術を学び、1986年から1995年にかけて夫婦で日本に移住した。最初は日本語学校に通いながら作品の発表を重ね、天安門事件後に周囲の尽力で筑波大学芸術学群に研究生として在籍した。1988年から1995年の間は福島県いわき市を中心に(内5ヶ月四倉に住み)芸術活動を行った。
当初は油彩を塗ったキャンバスや壁画の拓本の表面で火薬を爆発させることで、自身の中の衝動を促進し、中国の抑圧的で管理色の強い美術の伝統や社会の空気に対抗していた。日本に住んで火薬や現代美術の研究を進めるうち、火薬のみを用いたドローイングや、野外で火薬を爆発させる大規模なパフォーマンスやアースワーク的なプロジェクトを開始し、日本や欧州で発表し始めた。
蔡は様々な象徴、物語、その土地の伝統や文化にかかわるもの（たとえば風水、漢方薬、気、龍、火薬、花火、ローラーコースター、自動車のエンジン、コンピュータ、自動販売機、野生生物、肖像画や肖像彫刻、漢民族以外の中国の少数民族やその文化など）を作品に取り入れている。またかつての毛沢東主義や社会主義のスローガンからの引用も行われる。

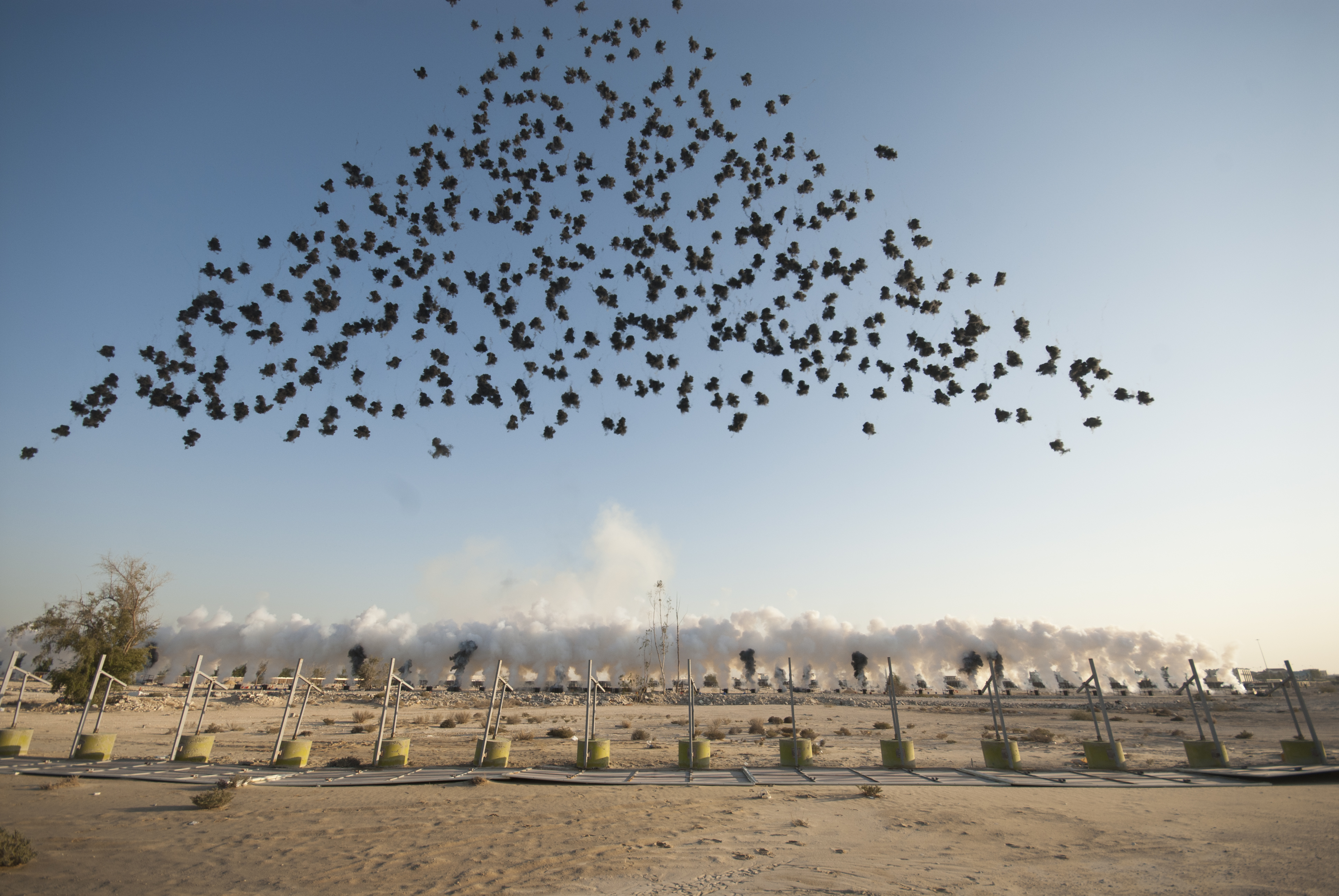
カタールのドーハで2011年12月5日に実施された『トライアングル』

1990年代半ばには日本各地や西ヨーロッパの美術館での現代美術展に招待されたほか、中国西部の万里の長城、京都市の平安建都千二百年事業、広島市の1994年アジア競技大会などのイベントにも起用された。1995年暮れにはアジアン・カルチュラル・カウンシルの奨学金を受けてニューヨークに移った。その後も1996年のグッゲンハイム美術館のヒューゴ・ボス賞受賞、1999年の第48回ヴェネツィア・ビエンナーレでの金獅子賞受賞など多くの賞を得て国際的注目を集めるようになり、様々な展覧会のオープニングや大イベントに起用されて火薬や花火を使ったプロジェクトを行っている。2008年には北京オリンピックの開会式・閉会式でもヴィジュアルディレクターに起用され花火を使ったパフォーマンスを行った。また、同年初頭にグッゲンハイム美術館にて行われた回顧展は、オリンピックの開催に合わせて北京の中国美術館を巡回している。
1999年のヴェネツィア・ビエンナーレでは『ベネチア収租院』と題し、新中国建国後に作られた、小作農に対するかつての収奪を再現した社会主義リアリズムのプロパガンダ彫刻（地主の家の小作料取立て場・収租院で作物を収める小作農たちの像）を、オリジナルを作った老作家や中国の美術学生らとともにヴェネツィアで再制作するプロジェクトを行い、金獅子賞を受賞するなど国際的注目を集めた。2005年のヴェネツィア・ビエンナーレでは、初登場の中国館のキュレーターとして展覧会を企画する側に回った。
一方では非難を浴びることもあり、中国国内では『ベネチア収租院』は、オリジナルを作った彫刻家の精神的財産を奪うものだという批判を受けている。また彼の作品は政治や思想を参照する一方で、制作する国にあわせて立場を変える機会主義的な部分があるという批評もある。彼が北京オリンピックに係わることになったとき、中国の他の美術家、たとえばヘルツォーク&ド・ムーロンと協力し北京国家体育場・鳥の巣をデザインした美術家及び建築家の艾未未（アイ・ウェイウェイ）らとの間で論争となった。

## 受賞歴
- 1995年 ヴェネツィア・ビエンナーレベネッセ賞、日本文化デザイン賞
- 1996年 ヒューゴ・ボス賞
- 1997年 織部賞
- 1999年 ヴェネツィア・ビエンナーレ金獅子賞
- 2008年 ヒロシマ賞
- 2009年 福岡アジア文化賞
- 2012年 高松宮殿下記念世界文化賞
- 2016年 国際交流基金賞
- 2024年 芸術選奨文部科学大臣賞[5]

## おもな作品および展覧会

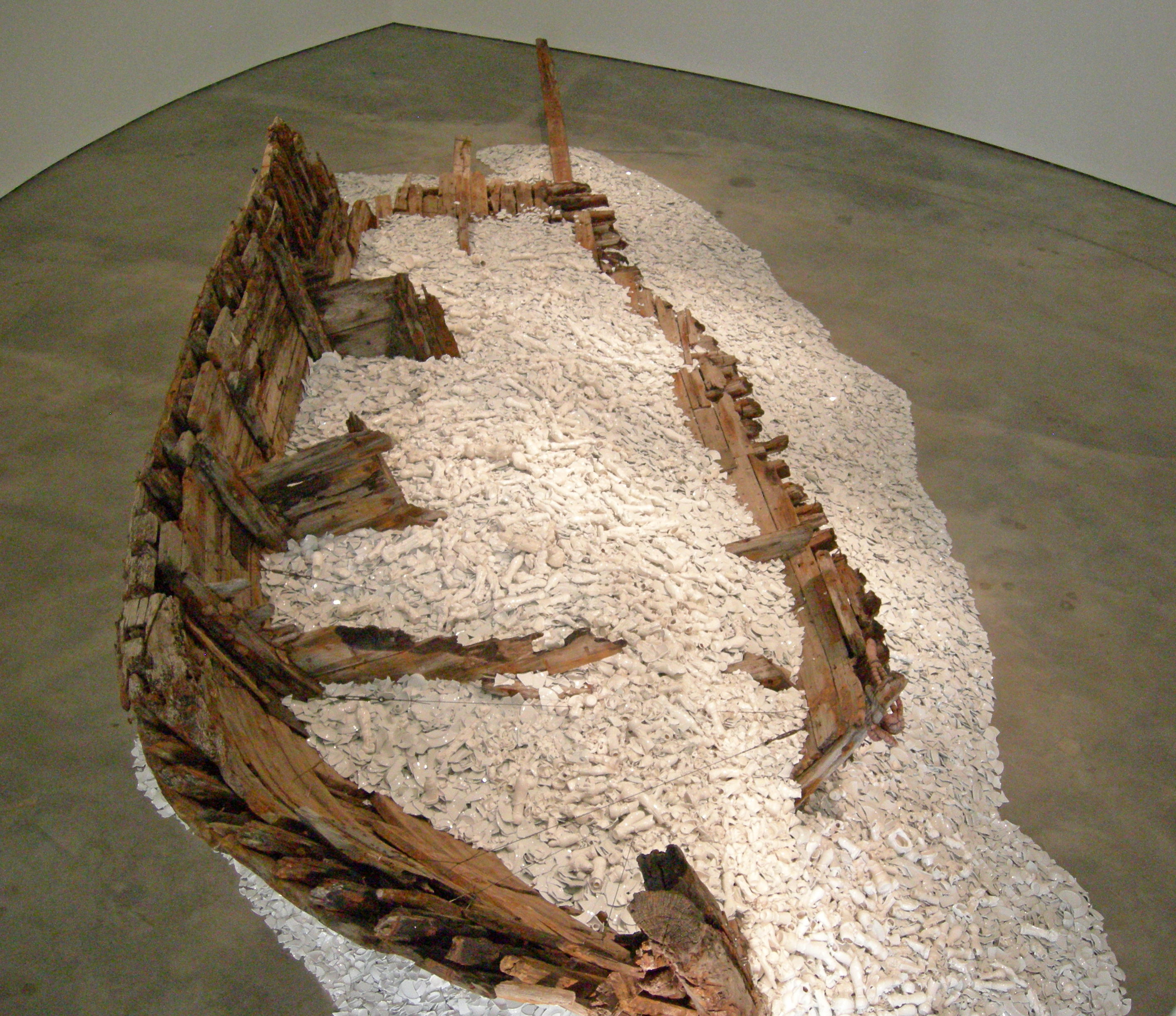
『いわきからの贈り物』（Reflection - A gift from Iwaki）

- 『蔡國強 宇宙遊－〈原初火球〉から始まる』展（国立新美術館）2023年
- 『蓬莱山』、越後妻有里山現代美術館キナーレ、2015年
- Cai Guo-Qiang: Da Vincis Do Povo　February 5–March 31, 2013年
- Faurschou Foundation（コペンハーゲン、デンマーク）「A Clan of Boats 」2012年
- 『蔡国強：スカイ・ラダー』展（ロサンゼルス現代美術館）2012年
- 『蔡国強：春』展（中国浙江美術館）2012
- 『蔡国強：蜃気楼』展（カタール・ドーハのアラブ近代美術館）中東初の個展 2011年
- 『蔡国強泡美術館 Cai Guo-Qiang: Hanging out in the Museum』　臺北市立美術館、2009年
- 『第7回ヒロシマ賞受賞記念　蔡国強展』、広島市現代美術館、2008-2009年
- 『Cai Guo-Qiang: I Want to Believe』、回顧展、ニューヨーク・グッゲンハイム美術館、2008年（北京・中国美術館とスペイン・ビルバオ・グッゲンハイム美術館を巡回）
- 『Inopportune: Stage One and Illusion』、シアトル美術館、2007年
- 『Cai Guo-Qiang on the Roof: Transparent Monument』、ニューヨーク・メトロポリタン美術館、2006年[6]
- 第51回ヴェネツィア・ビエンナーレ中国館キュレーション、2005年
- 『Tornado: Explosion Project for the Festival of China』、ワシントンD.C.・ジョン・F・ケネディ・センター、2005年
- 『Cai Guo-Qiang: Inopportune』、マサチューセッツ現代美術館、2005年
- 『Cai Guo-Qiang: Traveler』、ワシントンD.C.・スミソニアン博物館（フリーア美術館、アーサー・M・サックラー・ギャラリー、ハーシュホーン博物館と彫刻の庭）、2004年
- 『BMoCA /バンカー現代美術館「金門トーチカ雕堡芸術館-18の個展」』の企画、金門県、台湾、2004年
- 『空の光輪 - セントラルパークのための爆発プロジェクト』、ニューヨーク・セントラルパーク、2003年
- 『DMoCA /ドラゴン現代美術館』の企画、越後妻有アートトリエンナーレ、新潟県津南町、2003年
- 『葉公好龍 - テート・モダンのための爆発プロジェクト』、ロンドン・テート・モダン、2003年
- 『動く虹』（Transient Rainbow）、ニューヨーク近代美術館、2002年
- 『蔡国強展』上海美術館、2002年
- 『APEC花火プロジェクト』、上海・アジア太平洋経済協力会議、2001年
- 『随意の歴史』、リヨン現代美術館、2001年
- 『不破不立 - 引爆台湾省立美術館』、台中・台湾省立美術館、1998年
- 『文化大混浴 - Projects for the 20th Century』、ニューヨーク・クイーンズ美術館、1997年
- 『飛龍在天』、デンマーク・ルイジアナ近代美術館、1997年
- 『キノコ雲のある世紀 - Projects for the 20th Century』、ネヴァダ州核実験場跡、ソルトレイク、およびニューヨーク、1996年
- 『マルコ・ポーロの忘れ物』、「トランスカルチャー」展、ヴェネツィア・ビエンナーレ、1995年
- 『開館記念展　日本の現代美術　1985-1995』」、東京都現代美術館、1995年
- 『Project for Extraterrestrials No.16: 地球にもブラックホールがある』、広島アジア大会のためのプロジェクト、広島市現代美術館、広島市中央公園、1994年
- 『混沌』（個展）、世田谷美術館、1994年
- 『環太平洋より』（個展）、いわき市立美術館、1994年
- 『Project for Extraterrestrials No.10: 万里の長城を一万m延長する』、中国・嘉峪関、1993年
- 『原始火球 - The Project for Projects』、東京・P3 art and environment、1991年
- 『作品展 1988 - 89』、大阪府立現代美術センター、1990年
- 『Project for Extraterrestrials No.1: 人類の家』、福生市・89多摩川ふっさ野外美術展、1989年
- 『上海福建青年芸術家連展』　福建省福州市、1985年

## 関係事項
- いわき回廊美術館
- 鷹見明彦
- 藤田忠平
- ギャラリーいわき
- いわき万本桜
- 川内有緒